# Област Исоја
Област Исоја (јап. 磯谷郡) Isoya-gun се налази у субпрефектури Ширибеши, Хокаидо, Јапан. 
2004. године, у области Исоја живело је 5.949 становника и густину насељености од 13,23 становника по км². Укупна површина је 449,68 км².

## Вароши и села
- Ранкоши